# Wilhelm von Malsen
Wilhelm Freiherr von Malsen (* 28. August 1872 in Marzoll in Bayern; † 4. Juli 1900 in Kribi) war ein deutscher Kolonialbeamter und Bezirksamtmann von Kribi in Kamerun.

## Leben

### Herkunft und Familie
Malsen war Sohn des Hofmarschalls Aloys Albert Freiherr von Malsen (1832–1891) und dessen Ehefrau Ida Johanna Gräfin Butler von Clonebough gen. Haimhausen. Er hatte mindestens zwei Brüder, den bayerischen Oberstleutnant und Direktor der königlich-bayerischen Pagerie, Ludwig, sowie den bayerischen Hauptmann und Bezirksamtmann Adalbert.

### Karriere
Malsen war Edelknabe in der königlich-bayerischen Pagerie. Er besuchte das (heutige) Wilhelmsgymnasium München, welches er 1890 absolvierte. 1894 bestand er das erste, 1897 erfolgreich das zweite juristische Staatsexamen. Nachdem er Oktober 1898 nach Kamerun reiste, reiste er schon im April 1899 in die deutsche Kolonie Kamerun, wo er mit der kommissarischen Verwaltung des Bezirksamts Kribi betraut wurde. Im September desselben Jahres beteiligte er sich an Kämpfen gegen die lokale Bevölkerung, während der er schwer verwundet wurde und nachfolgend mit dem roten Adlerorden IV. Klasse mit Schwertern und dem Ritterkreuz II. Klasse des bayerischen Militärverdienstordens dekoriert wurde. Am 1. April 1900 erfolgte seine Ernennung zum Bezirksamtmann von Kribi. Malsen erkrankte kurz nach Amtsannahme an Schwarzwasserfieber und starb kurz darauf.